# Ekonomiåret 1997

## Händelser

### Januari
- 8 januari - Volvos styrelse beslutar att lägga ner tillverkningen vid Volvo Aero i Arboga.[1]
- 27 januari - Sören Gyll meddelar att han tänker sluta som Volvochef den på företagets bolagsstämma den 23 april 1997, och efterträds av Electrolux VD Leif Johansson.[1]

### Februari
- 8 februari - Den högsta spelvinsten någonsin i Sverige noteras då en spelare vinner 61 miljoner svenska kronor på Joker. Lotten lämnas in i Helsingborg.[1]
- 17 februari - En appellationsdomstol i Kuala Lumpur godkänner ett kontroversiellt dammbygge i delstaten Sarawak på Malaysias del av Borneo, vilken skall byggas av ABB och stå klar i januari 2003.[1]

### Mars
- 1 mars - Posten i Sverige höjer portot från vanliga brev och vykort från 3.85 till 5 svenska kronor.[1]
- 2 mars - Tidningsstatistik AB meddelar att Aftonbladet under 1996 passerade Expressen som Sveriges största dagstidning.[1]
- 7 mars - En OECD-rapport pekar på att Sverige under 1996 låg kvar på oförändrad 16:e plats jämfört med 1995 i välståndsligan, men att den nedgående trenden brutits och att den vänts till klar uppgång.[1]
- 17 mars - Danske bank köper aktiemajoriteten, 72,2 %, i Nordbanken.[1]

### April
- 1 april - Ralf Hultberg sparkas som VD för Riksbyggen efter 19 år, efter en rad skumraskaffärer inom företaget under sent 1996-tidigt 1997, där två tidigare chefer bland annat avslöjades ha tagit mutor.[1]
- 2 april - Jan Nygren utses till ny VD för Riksbyggen.[1]
- 9 april - Posten i Sverige lovar kompensation för långa köer, efter hård kritik från massmedia och kunder.[2]

### Juni
- 5 juni - Göteborgspostens ägare och chefredaktör Peter Hjörne meddelar att tidningen säljs till Expressen.[1]

### Juli
- 23 juli - Schweiziska banker publicerar en lista över konton som öppnats före 9 maj 1945, och inte rörts sedan dess.[1]
- 30 juli - EU godkänner fusionen Boeing-McDonnell Douglas.[1]

### September
- 18 september - Ted Turner donerar pengar motsvarande drygt åtta miljarder svenska kronor till FN.[1]

### Augusti
- 1-10 augusti - Världsmästerskapen i friidrott i Aten slutar ekonomiskt med förlust, beräknad till cirka 200 miljoner svenska kronor.[1]
- 21 augusti - Sydsvenska Dagbladet beslutar köpa Tidnings AB Allehanda Syd.[1]
- 27 augusti - Adtranz vinner upphandlingen om vem som skall få köra tågen över Öresundsbron.[1]
- 28 augusti - Fermenta byter namn till Columna.[1]

### September
- 19 september – Sveriges finansminister Erik Åsbrink lägger fram svenska regeringens förslag till statsbudget för 1998.[1]
- 22 september – Thorbjörn Larsson meddelar att han avgår som chefredaktör på Aftonbladet vid årsskiftet för att i stället bli styrelseordförande i norska huvudägarkoncernen Schibstedts ledning.[1]

### Oktober
- 27 oktober - Aktiekurserna på New York-börsen faller med 7,2 %.[2]
- 17 oktober - Anne Wibble (fp) lämnar politiken för att bli chefsekonom på Sveriges Industriförbund.[2]
- 24 oktober - [53-årige Daniel Johannesson utses till ny chef på (SJ.[2]

### November
- 1 november - I Sverige har Rikskriminalens ekorotel börjat nysta upp en svindlerihärva, börsnoterade investmentbolaget Trustor, då vårens försäljning av aktier till engelsmannen "Jonathan Guiness", alias Lord Moyne, inte tycks ha gått rätt till och 620 miljoner SEK ur Trustos kassa förts ut ur Sverige.[2]
- 7 november - En trio svenska i 30-årsåldern misstänks för centrala roller i utplundringen av investmentbolaget Trustor. Två av dem anhålls av polisen medan en tredje, en ökänd ekonomisk brottsling är spårlöst försvunnen. Trustors nye huvudähare Lord Moyne tycks ha varit täckmantel för, samtidigt meddelas att 420 av de 620 miljoner SEK som överfördes till ett bankkonto i London återfunnits.[2]
- 11 november - En undersökning från Svenska Spel vissar att fyra av fem svenskar satsat pengar på spel det senaste året, och att var tredje spelar varje månad.[2]
- 30 november - IMF godkänner ett lån på 55 miljarder US-dollar till krisdrabbade Sydkorea.[2]

### December
- 1 december - En schweizisk regeringskommission hävdar att Tyskland under andra världskriget stal guld på ett värde av över  1 miljard SEK i 1945 års penningvärde och sålde till 15 länder, bland andra Sverige.[2]
- 10 december - Sydkoreas valuta rasar för tredje dagen i rad.[2]
- 16 december - Den planerade Ekobrottsmyndigheten i Sverige, som skall börja fungera vid årsskiftet, har problem att rekrytera personal och tilltänkte generaldirektören Bert Lindberg slutar på grund av sjukdom innan han ens börjat. Av 217 tjänster som ekopoliser har i dagsläget bara 58 ansöäkts.[2]
- 23 december - Stockholms tingsrätt beslutar att skandalföretaget Trustor skall tvångslikvideras, vilket blir första sådana fallet med ett börsnoterat företag i Sverige.[2]
- 26 december - Ett internationellt stödpaket till Sydkorea på 10 miljarder US-dollar får fondbörsen i Seoul att vända upp igen, och valutan won stiger samtidigt med 23 %.[2]

## Bildade företag
- Adlibris, svensk internetbokhandel.
- Bokus, svensk internetbokandel.
- Svenska Spel, svenskt spelbolag.
- Swedbank, svensk bank.

## Uppköp
- 12 oktober - Svenska Nordbanken och finländska Merita beslutar att gå samman och bli Nordens största affärsbank, där Nordbanken har aktiemajoritet, med drygt 19 000 anställda och över 700 kontor i båda länderna.[2]
- 21 oktober - Investor säljer sin andel i  TV 4 till finländska Alma Media, som i sin tur ägs till 23 % av  Bonnierdominerade Marieberg.[2]

## Konkurser
- 6 oktober - Krisdrabbade svenska resebyrån Expressresor, med 15 % av svenska chartermarknaden, går i konkurs då turkiska moderbolaget "Tursem" och systerbolaget "Sunways" kommit på ekonomiskt obestånd. 36 000 svenska resenärer har fått hjälp av Resegarantinämnden att återvända från Grekland och Turkiet.[2]
- 24 november - Japanska mäklarhuset Yamaichi tvingas i konkurs efter skulder på nära 180 miljarder SEK och akut kassabrist.[2]

## Priser och utmärkelser
- Sveriges Riksbanks pris i ekonomisk vetenskap till Alfred Nobels minne: Robert C. Merton och Myron Scholes

## Avlidna
- 18 mars – Bert-Olof Svanholm, 62, svensk företagsledare.[1]
- 27 mars – Rudolf Jalakas, estlandsfödd svensk ekonom.
- 8 april – Lennart Jörberg, svensk professor i ekonomisk historia.
- 19 april – Mats Lemne, 77, tidigare chef för Sveriges riksbank.[1]
- 24 juli – Ulf af Trolle, 77, svensk professor i företagsekonomi.[1]
- 6 augusti – Märta Philipson, 80, bilkoncernen Philipsons tidigare ägare.[1]
- 24 juli – Ulf af Trolle, 77, svensk professor i företagsekonomi.[1]

### Fotnoter
1. 1 2 3 4 5 6 7 8 9 10 11 12 13 14 15 16 17 18 19 20 21 22 23 24 25   Horisont 1997. Bertmarks
2. 1 2 3 4 5 6 7 8 9 10 11 12 13 14 15 16 17   När Var Hur 1999. Forum